# Kazimierz Rusinek (urzędnik)
Kazimierz Rusinek (ur. 2 września 1926, zm. 7 lipca 2015) – polski urzędnik państwowy, wiceprezes Głównego Urzędu Statystycznego (GUS), pracownik naukowy Akademii Ekonomicznej we Wrocławiu (obecnie Uniwersytet Ekonomiczny we Wrocławiu) oraz publicysta. 

## Życiorys
W latach 1962–1974 piastował funkcję dyrektora Urzędu Statystycznego we Wrocławiu po czym 1 kwietnia 1974 roku został powołany przez Prezesa Rady Ministrów Piotra Jaroszewicza na funkcję wiceprezesa Głównego Urzędu Statystycznego, którą piastował do 1989 roku. W latach 1989–1995 był doradcą prezesa i konsultantem w GUS.   

## Wybrane odznaczenia
- Krzyż Oficerski Orderu Odrodzenia Polski[2]
- Krzyż Kawalerski Orderu Odrodzenia Polski[2]
- Złoty Krzyż Zasługi[2]